# سالي جيسي رافائيل
سالي جيسي رافائيل (بالإنجليزية: Sally Jessy Raphael) هي صحفية وممثلة أمريكية، ولدت في 25 فبراير 1935 في إيستون (بنسيلفانيا) في الولايات المتحدة.

## وصلات خارجية
- سالي جيسي رافائيل على موقع IMDb (الإنجليزية)
- سالي جيسي رافائيل على موقع قاعدة بيانات برودواي على الإنترنت (الإنجليزية)
- سالي جيسي رافائيل على موقع إن إن دي بي (الإنجليزية)
- سالي جيسي رافائيل على موقع قاعدة بيانات الفيلم (الإنجليزية)